# Aeroportul Internațional Grand Forks
Aeroportul Internațional Grand Forks (IATA: GFK, ICAO: KGFK, FAA LID: GFK) este un aeroport din Comitatul Grand Forks, Dakota de Nord, Dakota de Nord, Statele Unite ale Americii ce deservește zona Grand Forks. Aeroportul a fost tranzitat în 2019 de 234.964 de pasageri. A fost deschis în 1928 și numit după zona deservită.
Situat la o altitudine de 258 m, aeroportul dispune de 4 piste.

## Infrastructură

### Piste
Aeroportul dispune de 4 piste: 
- pista 09L/27R din beton, cu dimensiunile 4.206 picioare × 100 picioare
- pista 09R/27L din beton, cu dimensiunile 3.300 picioare × 60 picioare
- pista 17L/35R din beton, cu dimensiunile 3.901 picioare × 75 picioare
- pista 17R/35L din asfalt, cu dimensiunile 7.351 picioare × 150 picioare